# Anolis chocorum
Anolis chocorum är en ödleart som beskrevs av  Williams och DUELLMAN 1967. Anolis chocorum ingår i släktet anolisar, och familjen Polychrotidae. Inga underarter finns listade i Catalogue of Life.